# Opel K-180
O Opel K 180 foi um sedã de 4 portas fabricado pela GM Argentina S.A. de 1974 a 1978. Era uma variação da plataforma T-car da General Motors, também usada no Opel Kadett, Chevrolet Chevette e Isuzu Gemini. O K 180 diferia do Kadett por ter um motor de 1,8 litro projetado na Argentina, derivado do motor Chevrolet 194 produzido localmente. Equipado com um carburador Bendix de corrente descendente e com uma taxa de compressão de 8,2:1, ele desenvolve 84 cv SAE reivindicados a 5200 rpm.
Em 1976, a versão esportiva Rally foi adicionada à linha, apresentando um conta-giros, para-choques pretos, faixas pretas e outros apetrechos semelhantes. No ano seguinte, a versão mais luxuosa K 180 LX foi adicionada. O K 180 foi premiado como Carro do Ano em 1977 pela APICA, uma associação de jornalistas automotivos.
Ele foi substituído pelo GMC Chevette em 1992, 14 anos após o fim da produção do K 180.

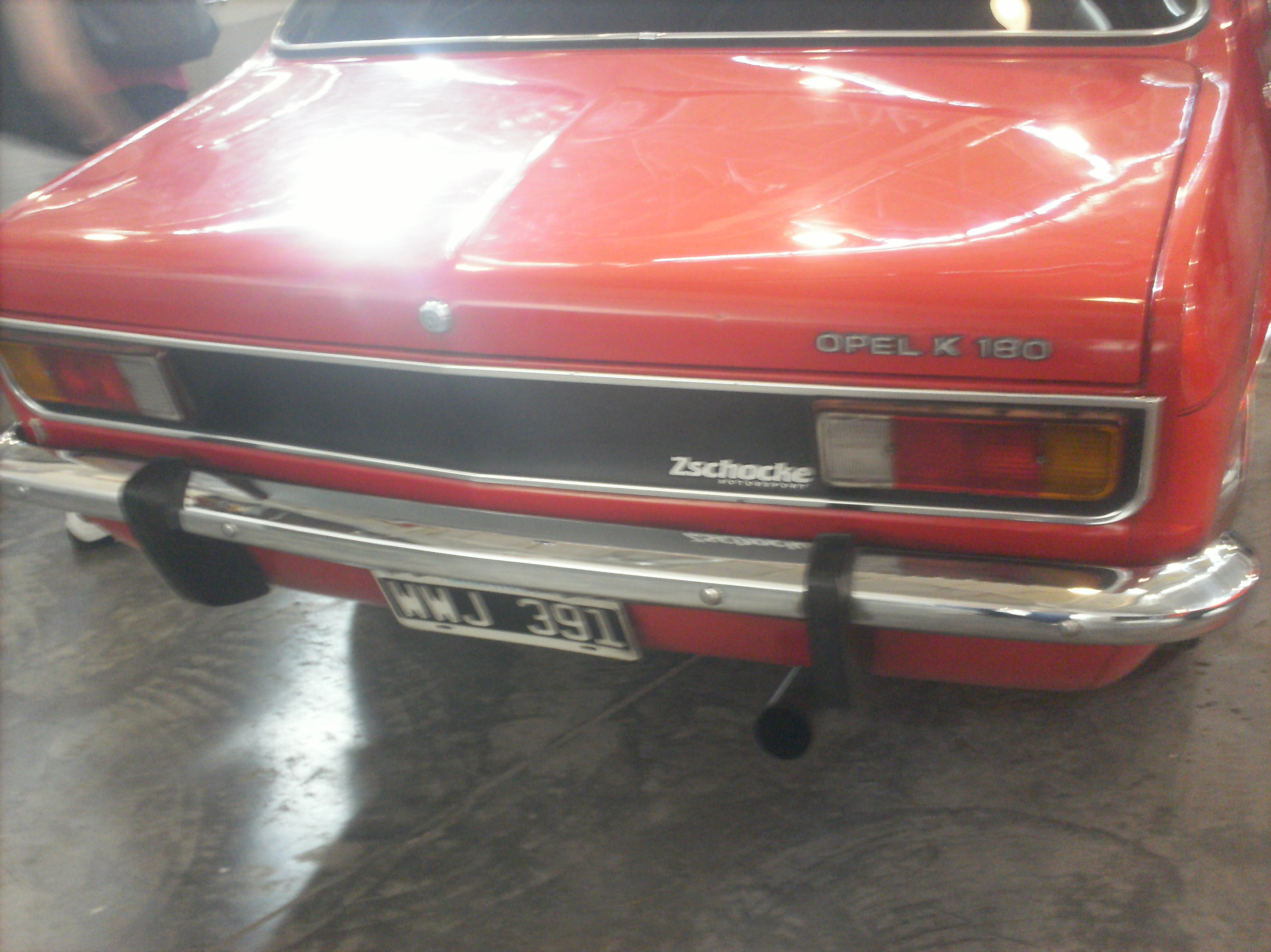
Opel K 180
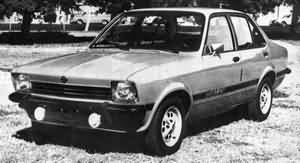
Opel K 180 Rally